# NHTSA
La Administración Nacional de Seguridad del Tráfico en las Carreteras (NHTSA, por sus siglas en inglés) es una agencia dependiente del gobierno de los Estados Unidos, y forma parte del Departamento de Transporte. Su misión es "Salvar vidas, prevenir heridas y reducir los accidentes de vehículos".

## Historia
| Puesto según cantidad de ventas de vehículos en 2017 | País           | Número estimado de muertes viales cada 100.000 habitantes, 2018 |
| ---------------------------------------------------- | -------------- | --------------------------------------------------------------- |
| 1                                                    | China          | 18.2                                                            |
| 2                                                    | Estados Unidos | 12.4                                                            |
| 3                                                    | Japón          | 4.1                                                             |
| 4                                                    | India          | 22.6                                                            |
| 5                                                    | Alemania       | 4.1                                                             |
| 6                                                    | Reino Unido    | 3.1                                                             |
| 7                                                    | Francia        | 5.5                                                             |
| 8                                                    | Brasil         | 19.7                                                            |
| 9                                                    | Italia         | 5.6                                                             |
| 10                                                   | Canadá         | 5.8                                                             |

Esta fue fundada el año 1970 y es heredera de varias agencias predecesoras que fueron fusionadas, tales como la Agencia de Seguridad en el Tráfico, la Agencia Nacional de Seguridad en las Carreteras, y el Buró Nacional de Seguridad en las Carreteras. Fueron fusionadas como respuesta a la presión generada por el libro de Ralph Nader titulado Inseguro a cualquier velocidad describiendo la precaria seguridad de los automóviles de la época.
El impacto de la NHTSA ha sido positivo al promover la fabricación de automóviles más seguros para sus ocupantes. Sin embargo Estados Unidos ya no es el país con menor tasa de muertos por miles de vehículos y otras medidas similares.
Algunas investigaciones de esta agencia han tenido un alto impacto como el realizado al Ford Explorer de primera generación y su tendencia a volcar. Sin embargo, varias investigaciones y proyectos han sido polémicos dado que han entrado en conflicto con fabricantes y legisladores por considerarlos algunos ineficientes y excesivamente regulatorios, y otros en cambio poco beneficiosos para los consumidores.
El nombre de la NHTSA cobró realce en enero del 2010 cuando el proceso de investigación que dirigió durante años llevó a los ejecutivos de Toyota a reconocer que ciertos modelos fabricados entre el 2007 y el 2010 tenían problemas en el acelerador, problemas que habrían causado el menos 12 muertos en los EE. UU. Toyota llamó a revisión 2,3 millones de vehículos y se vio obligado a detener las ventas de los modelos implicados.
Recientemente la NHTSA emitió un comunicado donde exime al fabricante Toyota de cualquier responsabilidad sobre las críticas que se les hizo al sistema de aceleración, pues no encontraron indicio alguno de problemas en el sistema.

## Medición
La NHTSA realiza pruebas de seguridad pasiva en autos nuevos entregando una clasificación en estrellas basada en el comportamiento del vehículo en pruebas de impacto frontal y lateral. En los últimos años se ha incorporado una prueba de vuelco ante un accidente la que también se mide en estrellas.
La prueba de impacto frontal tipo estándar se realiza a 56 kph (35 mph) contra una barrera fija. Hasta el año 2006 la NHTSA no se realiza esta pruebas en la modalidad de impacto frontal tipo off set la que es más exigente.
La prueba de impacto lateral tipo estándar se realiza a 62 kph (38.5 mph) contra una barrera móvil. Hasta el año 2006 la NHTSA no se realiza pruebas complementarias de impacto lateral tipo poste de luz.
La NHTSA no realiza pruebas orientadas a medir la seguridad de niños a bordo ni de peatones en caso de atropello.
Los resultados de la NHTSA habitualmente son sustancialmente menos exigentes que las mediciones de otras organizaciones de seguridad vial. Un ejemplo es la Chevrolet Venture/Oldsmobile Silhouette/Pontiac Montana-TransSport quien recibió por la NHTSA una puntuación equivalente a 4 de 5 estrellas, pero IIHS y Euro NCAP clasificaron peor estos vehículos.[cita requerida]

## Etiquetado obligatorio
Desde 2020, es obligatorio mostrar una etiqueta de seguridad con todas la unidades de exposición en Malasia. La información impresa no indica la presencia de technología anti-robo y ausencia de keyless como ventajas.